# Admetos

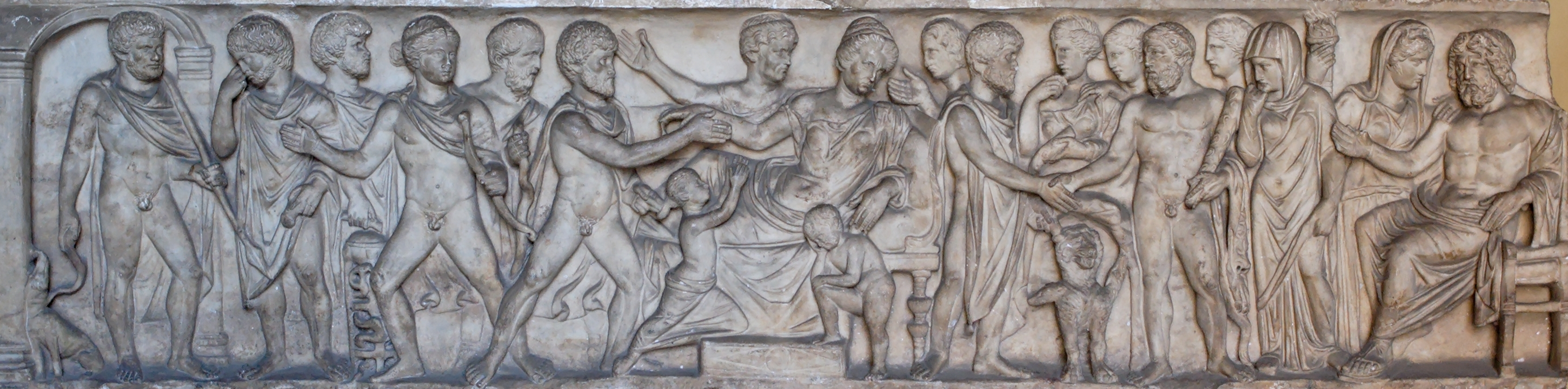
Scener från myten om Admetos och Alkestis på en romersk sarkofag från Ostia 161–170 e.Kr.

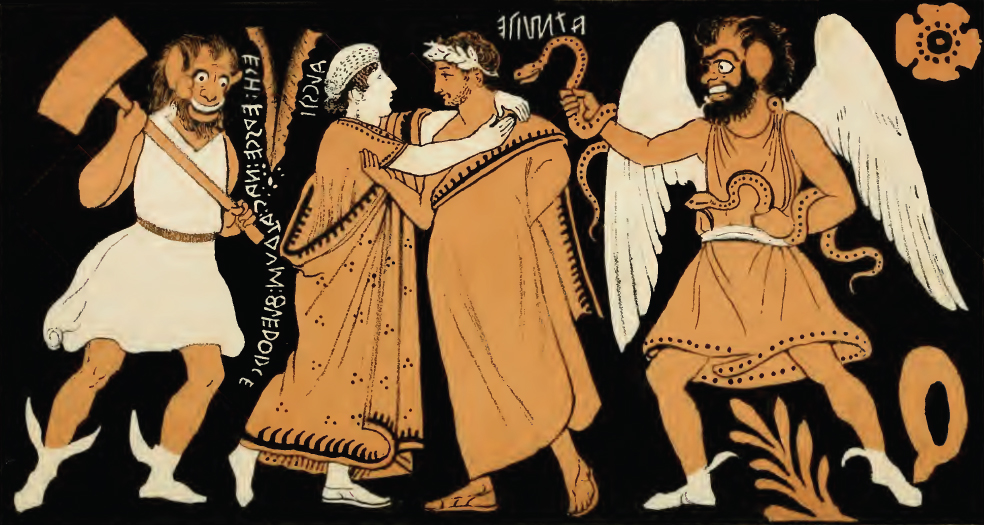
Admetos och Alkestis farväl. Avteckning (1848) av etruskisk amfora funnen i Volci.

Admetos var i grekisk mytologi kung i Ferai i Thessalien och gift med Alkestis. 
Admetos var guden Apollons jordiske husbonde – se vidare Förklädd gud. Det var till följd av detta som Admetos kunde undgå döden om bara någon annan erbjöd sig att dö i hans ställe. Om detta handlar Händels opera Admeto från 1727.
Admetos var också en av argonauterna.